# 2013年努纳武特地区大选
2013年努纳武特地区大选于2013年10月28日举行，用以選出第4届努纳武特地区立法会议员。
因努纳武特地区实行共识政府制度，由第4届地区立法会于11月15日举行的第一次特别会议选举彼得·塔普纳（Peter Taptuna）担任下任努纳武特地区行政长官，接替伊娃·阿里亞克。

## 选举结果
基于共识政府下的地区立法会议员候选人均为独立人士，选举结果显示当选的第4届地区立法会22名议员中，上届地区立法会议员连任6人，新就任地区立法会议员16人。